# شمال إفريقيا
شمال إفريقيا أو شمالي إفريقيا (باللغات الأمازيغية: ⵜⴰⴼⵔⵉⵇⵜ ⵏ ⵓⴳⴰⴼⴰ) هي المنطقة الجغرافية الواقعة في أقصى شمال القارة الإفريقية (مجموعة دول البحر المتوسط الواقعة في المنطقة الأكثر شمالا من القارة الإفريقية). مصطلح «شمال إفريقيا» ليس له تعريف واحد مقبول، يعرف أحيانا بأنه يمتد من الشواطئ الأطلسية في الغرب، إلى قناة السويس والبحر الأحمر في الشرق. واقتصره البعض الآخر على بلدان المغرب والجزائر وتونس، وهي منطقة يعرفها الفرنسيون خلال العصور الاستعمارية بـ «إفريقيا الشمالية»، والمسلمين ببلاد المغرب («الغرب»). يشمل التعريف الأكثر قبولا، المغرب، الجزائر، وتونس، فضلا عن ليبيا ومصر. «شمال إفريقيا»، خاصة عندما يستخدم في شمال إفريقيا والمشرق العربي، غالبا ما تشير فقط إلى بلدان منطقة المغرب العربي. مصر، نظرا لاتحاداتها الكبيرة في الشرق الأوسط، غالبا ما تعتبر منفصلة. إحصاء سكان الولايات المتحدة تعرف شمال إفريقيا بهذه الدول السودان، مصر، ليبيا، تونس، الجزائر، المغرب.
كذلك تشمل منطقة شمال إفريقيا المنطقتين التابعتين لإسبانيا في سبتة ومليلية وبعض الجزر الصغيرة التابعة لها شمال المغرب والمعروفة باسم بلاثاس دي سوبيرانیا (مواقع السيادة حسب التسمية الإسبانية) وكذلك جزر الكناري وجزيرة ماديرا البرتغالية في شمالي المحيط الأطلسي.
هناك الكثير مما يميز شمال إفريقيا عن جزء كبير من إفريقيا جنوب الصحراء تاريخيا وطبيعياً بسبب حاجز طبيعي أنشأته الصحراء لفترة طويلة من التاريخ الحديث. منذ 3500 قبل الميلاد، في أعقاب التصحر المفاجئ في الصحراء الكبرى بسبب التغيرات التدريجية في مدار الأرض، هذا الحاجز يفصل ثقافيا الشمال عن بقية القارة. كذلك حضارات البحارة الفينيقيين والإغريق والرومان وأيضاً المسلمين وغيرها سهلت التواصل والهجرة عبر البحر المتوسط. أصبحت ثقافات شمال إفريقيا مرتبطة بشكل واضح بأوروبا وبجنوب غربي آسيا أكثر من إفريقيا جنوب الصحراء الكبرى. كذلك فان التأثير الإسلامي في المنطقة واضح.

## جغرافية
تتمتع شمال إفريقيا بثلاثة خصائص جغرافية رئيسية هي: الصحراء الكبرى في الجنوب، وجبال الأطلس في الغرب، ونهر النيل والدلتا في الشرق. تمتد جبال الأطلس عبر المغرب وشمال الجزائر وتونس. هذه الجبال هي جزء من نظام الجبل المتوطي الذي يمتد أيضًا عبر جنوب أوروبا. ينحسر في الجنوب والشرق، ليصبح مساحة من السهوب قبل أن يلتقي مع الصحراء الكبرى التي تغطي أكثر من 75 في المئة من المنطقة. وأعلى قمم في مجموعة الأطلس الكبير في جنوب وسط المغرب، والتي تملك العديد من قمم الثلوج.
جنوب جبال الأطلس هو مساحة جافة وقاحلة من الصحراء الكبرى، وهي أكبر صحراء رملية في العالم. في الأماكن تقطع الصحراء بالمجاري المائية غير النظامية التي تسمى وديان «تيارات» التي تتدفق فقط بعد هطول الأمطار، ولكنها عادة ما تكون جافة. وتشمل التضاريس الرئيسية في الصحراء الكبرى إرغس، والبحار الكبيرة من الرمال التي تشكل أحيانا كثبان ضخمة. حمادة، مستوى هضبة صخرية دون تربة أو رمال؛ وريج، مستوى عادي من الحصى أو الحجارة الصغيرة. الصحراء تغطي الجزء الجنوبي من المغرب والجزائر وتونس، ومعظم ليبيا. تقع منطقتان فقط من ليبيا خارج الصحراء: تريبوليتانيا في الشمال الغربي وسيرينايكا في الشمال الشرقي. معظم مصر أيضًا صحراوية، باستثناء نهر النيل والأراضي المروية على طول ضفافها. ويشكل وادي النيل خيطا خصبا ضيقا يمتد على طول البلد.
الوديان المأوى في جبال الأطلس ووادي النيل والدلتا، وساحل البحر الأبيض المتوسط هي المصادر الرئيسية للأراضي الزراعية الخصبة. وتنمو مجموعة واسعة من المحاصيل القيمة بما في ذلك الحبوب والأرز والقطن، والغابات مثل الأرز والفلين. كما تزدهر المحاصيل النموذجية المتوسطية مثل الزيتون والتين والتواريخ والحمضيات في هذه المناطق. وادي النيل خصبة بشكل خاص، ويعيش معظم سكان مصر بالقرب من النهر. وفي مناطق أخرى، يعتبر الري أمرا أساسيا لتحسين غلة المحاصيل على هوامش الصحراء.

## التاريخ

### عصور ما قبل التاريخ

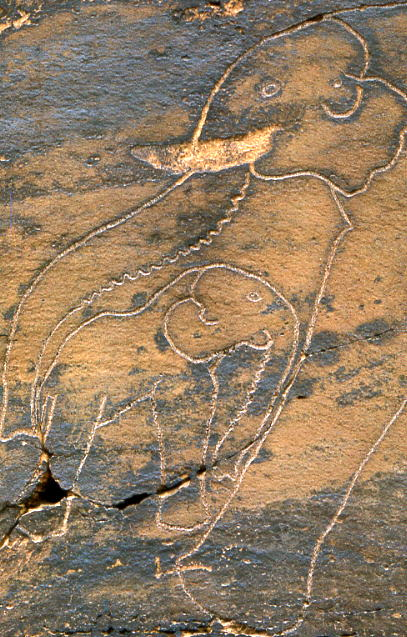
نقوش صخرية - بمنطقة الأطلس الصحراوي - الأغواط

نظرًا للأصل الإفريقي للإنسان الحديث، فإن تاريخ شمال إفريقيا ما قبل التاريخ مهم لفهم تاريخ الإنسان وأوائل التاريخ البشري الحديث في إفريقيا. افترض بعض الباحثين أن شمال إفريقيا بدلاً من شرق إفريقيا كانت بمثابة نقطة خروج للإنسان الحديث الذي خرج أولاً من القارة في الهجرة خارج إفريقيا.
ترك السكان الأوائل في وسط شمال إفريقيا وراءهم بقايا كبيرة: على سبيل المثال، تم العثور على بقايا مبكرة من الاحتلال البشري في شمال إفريقيا في عين الحنش، (حوالي 200،000 قبل الميلاد)؛  وفد وجدت التحقيقات الحديثة علامات تشير إلى تاريخ يصل إلى 1.8 مليون قبل الميلاد.
وتم العثور في جبل إيغود في المغرب على أثار تحتوي على بعض أقدم بقايا الإنسان العاقل . ويشير هذا إلى أنه بدلاً من الظهور الإنسان العاقل فقط في شرق إفريقيا منذ حوالي 200000 عام، ربما كان الإنسان العاقل المبكر موجودًا بالفعل عبر طول إفريقيا قبل 100000 عام. وبالتالي فإن أجزاء مختلفة من إفريقيا ساهمت في ظهور ما نسميه اليوم الإنسان الحديث.
وتصور لوحات الكهف التي تم العثور عليها في طاسيلي نجير، شمال تمنراست، الجزائر، وفي مواقع أخرى كالبيض و الأغواط و الجلفة مشاهد نابضة بالحياة وحيوية في وسط شمال إفريقيا خلال فترة العصر الحجري الحديث (حوالي 8000 إلى 4000 قبل الميلاد). وبدأت بعض أجزاء شمال إفريقيا في المشاركة في ثورة العصر الحجري الحديث في الألفية السادسة قبل الميلاد، قبل التصحر السريع للصحراء حوالي 3500 قبل الميلاد، ويرجع ذلك إلى حد كبير إلى الميل في مدار الأرض.

### العصور القديمة
كانت الدول البارزة في العصور القديمة في غرب شمال إفريقيا هي قرطاج ونوميديا. ثم استعمر الفينيقيون معظم شمال إفريقيا بما في ذلك قرطاج. وكانت قرطاج القديمة قوة تجارية ولديها قوة بحرية قوية، لكنها اعتمدت على المرتزقة لجنود الأرض. ومد القرطاجيين إمبراطوريتهم حتى شبه الجزيرة الايبيرية وصقلية، وكان هذا سبب حدوث الحرب البونيقية الأولى مع الرومان.
وعلى مدى أكثر من مئة عام، غزا الرومان جميع الأراضي القرطاجية، مما أدى إلى تحول الأراضي القرطاجية في شمال إفريقيا إلى مقاطعة إفريقيا الرومانية عام 146 قبل الميلاد مما أدى في النهاية إلى حرب بين نوميديا وروما.
ظلت شمال إفريقيا جزءًا من الإمبراطورية الرومانية، حتى عبر الفاندال مضيق جبل طارق وبذلك تغلبوا على القوة الرومانية. وتعتبر خسارة شمال إفريقيا نقطة الذروة في سقوط الإمبراطورية الرومانية الغربية حيث كانت إفريقيا في السابق مقاطعة حبوب مهمة حافظت على الرخاء الروماني، وأصبحت مسألة استعادة شمال إفريقيا ذات أهمية قصوى بالنسبة للإمبراطورية الغربية، لكنها أحبطتها انتصارات الوندال. وفي عام 468 م، قام الرومان بمحاولة أخيرة جادة لغزو شمال إفريقيا ولكن تم صدهم.

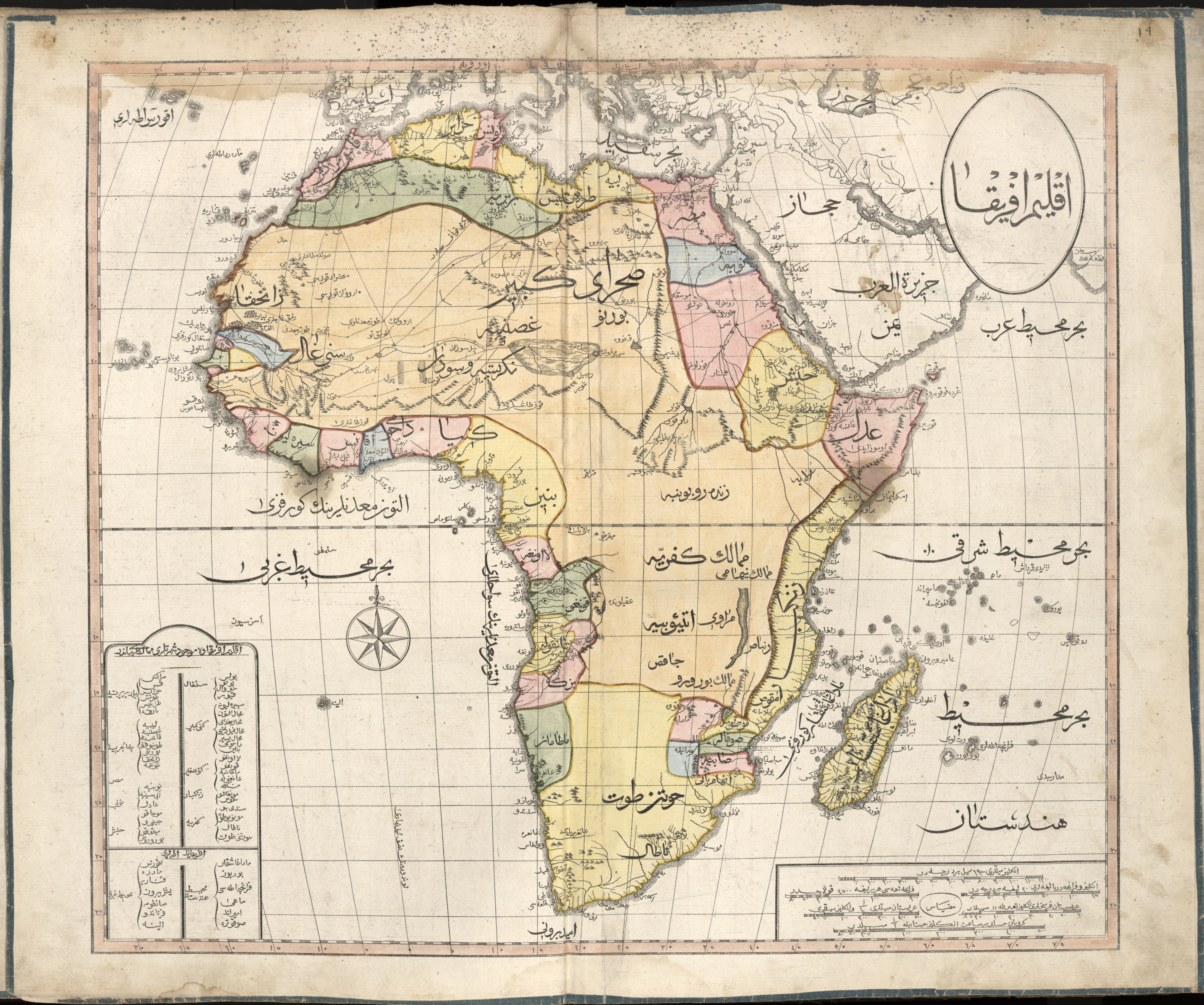
خريطة تظهر المناطق الخاضعة لسيطرة العثمانيين في شمال إفريقيا.

### العصر الحديث
بعد العصور الوسطى، أصبحت المنطقة تحت سيطرة الإمبراطورية العثمانية، باستثناء المغرب. وغزت الإمبراطورية الإسبانية العديد من المدن الساحلية بين القرن السادس عشر والثامن عشر. وبعد القرن التاسع عشر، بدأ  الاستعمار من قبل فرنسا، المملكة المتحدة، إسبانيا وإيطاليا. وفي خمسينيات وستينيات القرن الماضي، نالت جميع دول شمال إفريقيا استقلالها.

## الدول
| بلد قائمة الأمم المتحدة للأقاليم غير المحكومة ذاتيا | قائمة الدول والتبعيات حسب المساحة (كم²) | قائمة الدول والتبعيات حسب عدد السكان | قائمة الدول والتبعيات حسب الكثافة السكانية (ن\كم²) | عاصمة              | ناتج محلي إجمالي (2016) (بليون دولار أمريكي) | قائمة الدول حسب الناتج المحلي الإجمالي الاسمي للفرد (2016) ( دولار أمريكي) | عملة                                       | حكومة                                              | لغة رسمية                                                      |
| --------------------------------------------------- | --------------------------------------- | ------------------------------------ | -------------------------------------------------- | ------------------ | -------------------------------------------- | -------------------------------------------------------------------------- | ------------------------------------------ | -------------------------------------------------- | -------------------------------------------------------------- |
| الجزائر                                             | 2,381,740                               | 40,606,052                           | 17.05                                              | الجزائر            | $160,784                                     | $15,281                                                                    | دينار جزائري                               | نظام رئاسي                                         | اللغة العربية، اللغة الأمازيغية                                |
| مصر                                                 | 1,001,450                               | 95,688,681                           | 96                                                 | القاهرة            | $332,349                                     | $12,554                                                                    | جنيه مصري                                  | نظام شبه رئاسي                                     | اللغة العربية                                                  |
| ليبيا                                               | 1,759,540                               | 6,293,253                            | 3.58                                               | طرابلس             | $33,157                                      | $8,678                                                                     | دينار ليبي                                 | حكومة الوحدة الوطنية                               | اللغة العربية                                                  |
| المغرب                                              | 446,550                                 | 35,276,786                           | 73.1                                               | الرباط             | $103,615                                     | $8,330                                                                     | درهم مغربي                                 | ملكية دستورية                                      | اللغة العربية، اللغة الأمازيغية                                |
| تونس                                                | 163,610                                 | 11,403,248                           | 63                                                 | تونس               | $41,869                                      | $11,634                                                                    | دينار تونسي                                | جمهورية برلمانية                                   | اللغة العربية                                                  |
| سبتة                                                | 18.5                                    | 82,376                               | 4,500                                              | —                  | —                                            | —                                                                          | يورو (official), درهم مغربي (porter trade) | حكم ذاتي، دولة مركزية، نظام برلماني، ملكية دستورية | اللغة الإسبانية                                                |
| مليلية                                              | 12.3                                    | 78,476                               | 6,380.1                                            | —                  | —                                            | —                                                                          | [بحاجة لتوضيح]                             | حكم ذاتي، دولة مركزية، نظام برلماني، ملكية دستورية | اللغة الإسبانية                                                |
| الصحراء الغربية                                     | 266,000                                 | 538,755                              | 0.37                                               | منطقة متنازع عليها | منطقة متنازع عليها                           | منطقة متنازع عليها                                                         | منطقة متنازع عليها                         | منطقة متنازع عليها                                 | الدارجة المغربية، اللغة الفرنسية، اللغة الإسبانية، لهجة حسانية |
| المرجع : مجموعة البنك الدولي                        |                                         |                                      |                                                    |                    |                                              |                                                                            |                                            |                                                    |                                                                |

تعتبر السودان والصحراء الغربية جزءا من المنطقة من قبل الأمم المتحدة، في حين الصحراء الغربية وموريتانيا مدرجة من قبل الاتحاد الإفريقي.  وفي الاستخدام الجيوسياسي والتجاري العام، كما هو الحال مع البنك الدولي على سبيل المثال، غالبًا ما يتم تجميع شمال إفريقيا مع الشرق الأوسط تحت الاسم المختصر MENA («الشرق الأوسط وشمال إفريقيا»)، وبالمثل، فإن أسماء المواقع الجغرافية العربية التقليدية المغرب العربي (بمعنى «الغرب») يستخدم بشكل شائع للإشارة إلى الجزء الإفريقي من العالم العربي، على الرغم من استبعاد مصر عادةً.
وسكان جزر الكناري الإسبانية يعتبرون من أصول أمازيغية ، وترجع أصول شعب مالطا إلى شمال إفريقية ويتحدثون مشتقًا من اللغة العربية. ومع ذلك، لا تعتبر هذه المناطق بشكل عام جزءًا من شمال إفريقيا، بل جنوب أوروبا.